# Gemma D'Amico Flugi

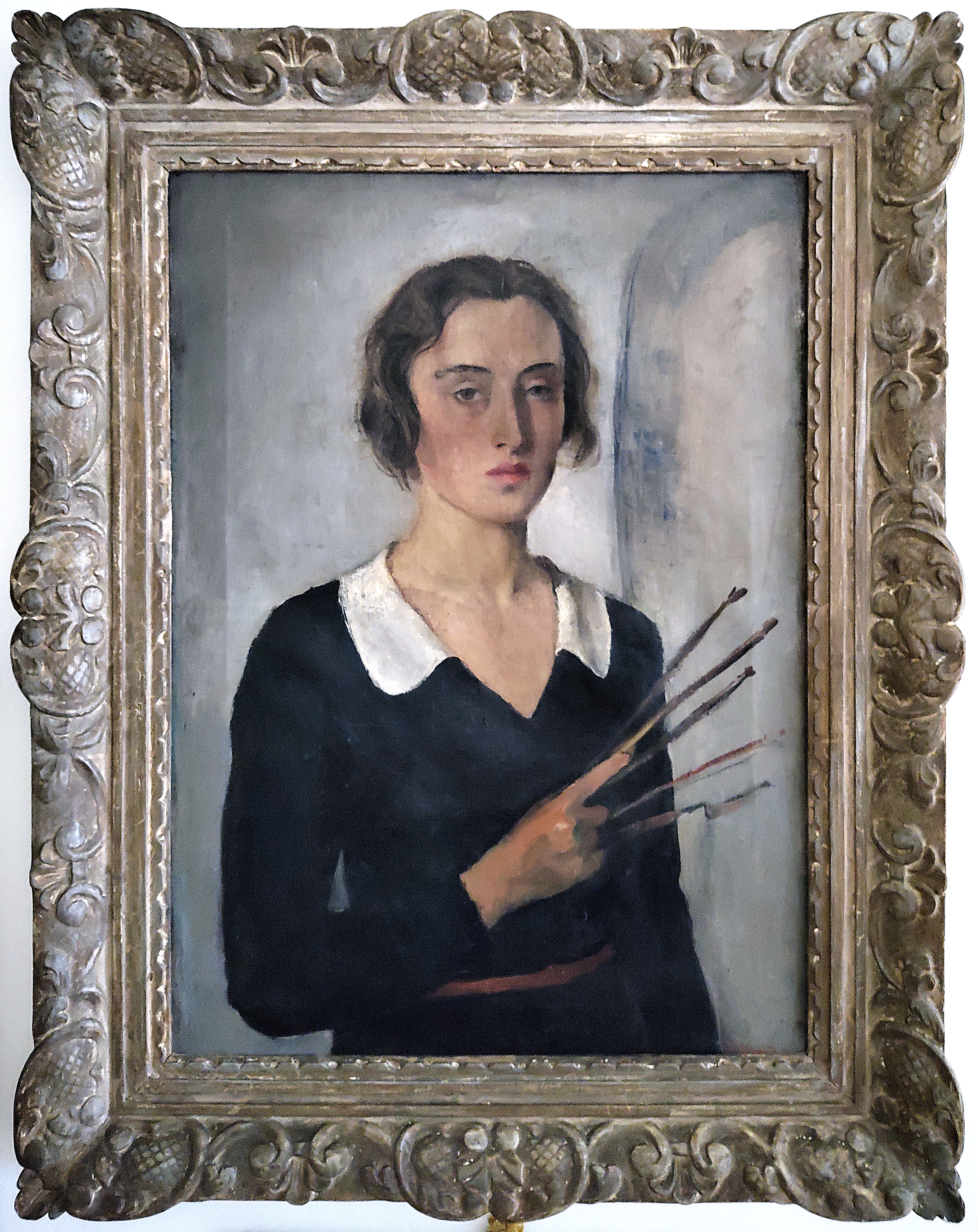
Autoritratto, 1932

Gemma d'Amico Flugi d'Aspermont (Catania, 10 giugno 1906 – Roma, 19 febbraio 1980) è stata una pittrice italiana.

## Biografia
Gemma d’Amico è nata a Catania in Sicilia nel 1906.
Si laurea in Lettere e diploma all’Accademia di Belle Arti a Firenze, scuola di Felice Carena.
Sposa il barone Raffaello Flugi d’Aspermont di antica famiglia boemo svizzera, cugino del poeta francese Guillome Apollinaire.
Viene annoverata tra i pittori della Scuola Romana.
Ha esposto in numerose mostre in Italia e all’estero, tra cui la XXV Biennale di Venezia e la VII Quadriennale di Roma.
Sue opere sono presenti in importanti collezioni private, Fondazioni e Istituzioni.
Inizialmente la donna si è dedicata alla rappresentazione di natura morta e vasi di fiori, lavori esposti in mostre sindacali d’arte siciliane. Ella rimane incuriosita pure dai reperti archeologici e li ha raffigurati. Ma il suo stile artistico si definisce con Felice Carena e la Scuola Romana. Gemma, così, diviene ritrattista e giunge ad una conoscenza maggiore dell’interiorità umana. Con la raffigurazione di volti emerge tutta la sensibilità della pittrice, volta a cogliere gli stati d’animo. Questi spesso risultano malinconici, per via delle difficoltà esistenziali; si scava quindi sul senso della vita.

## Opere

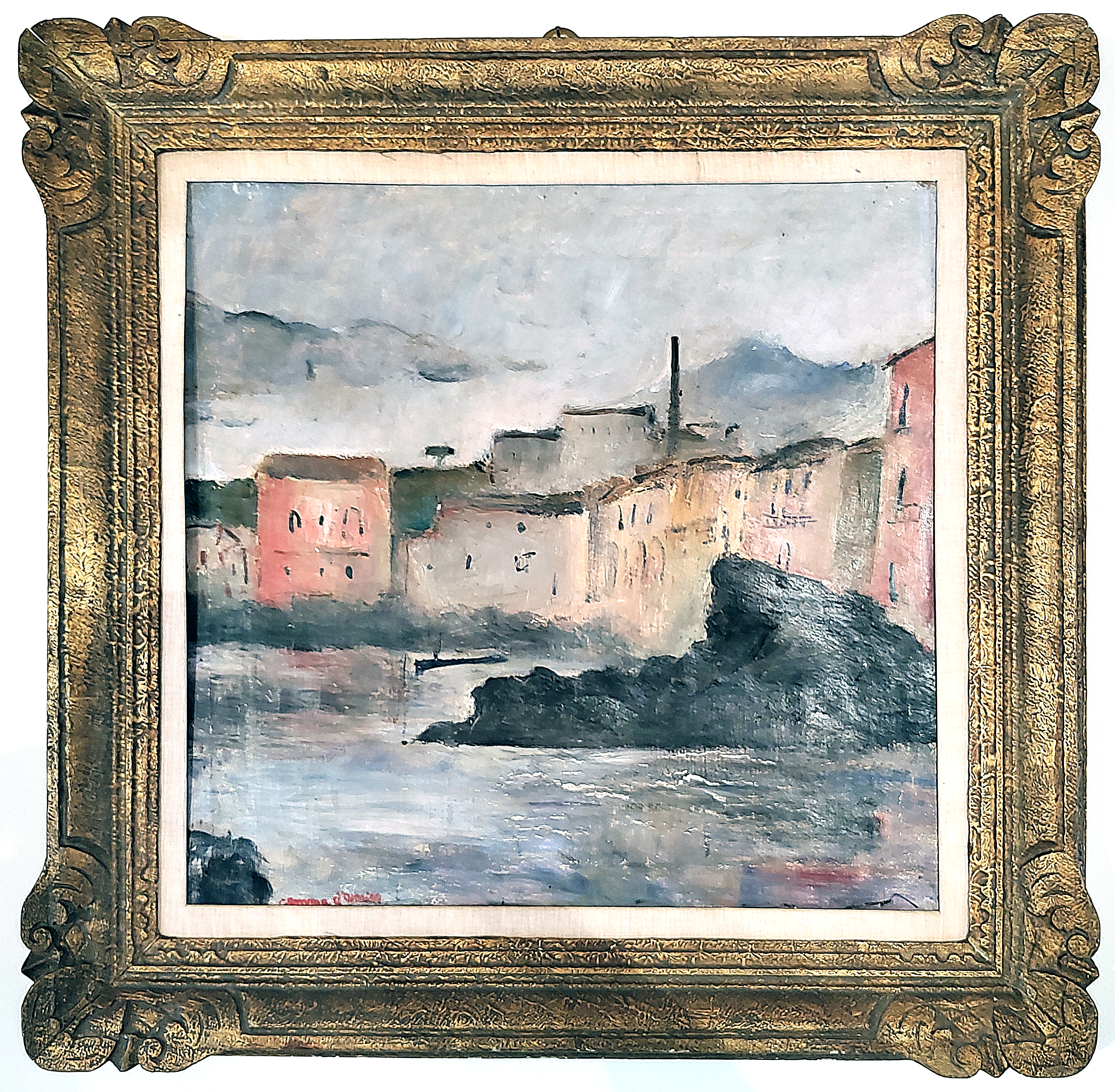
Aci Castello, 1934

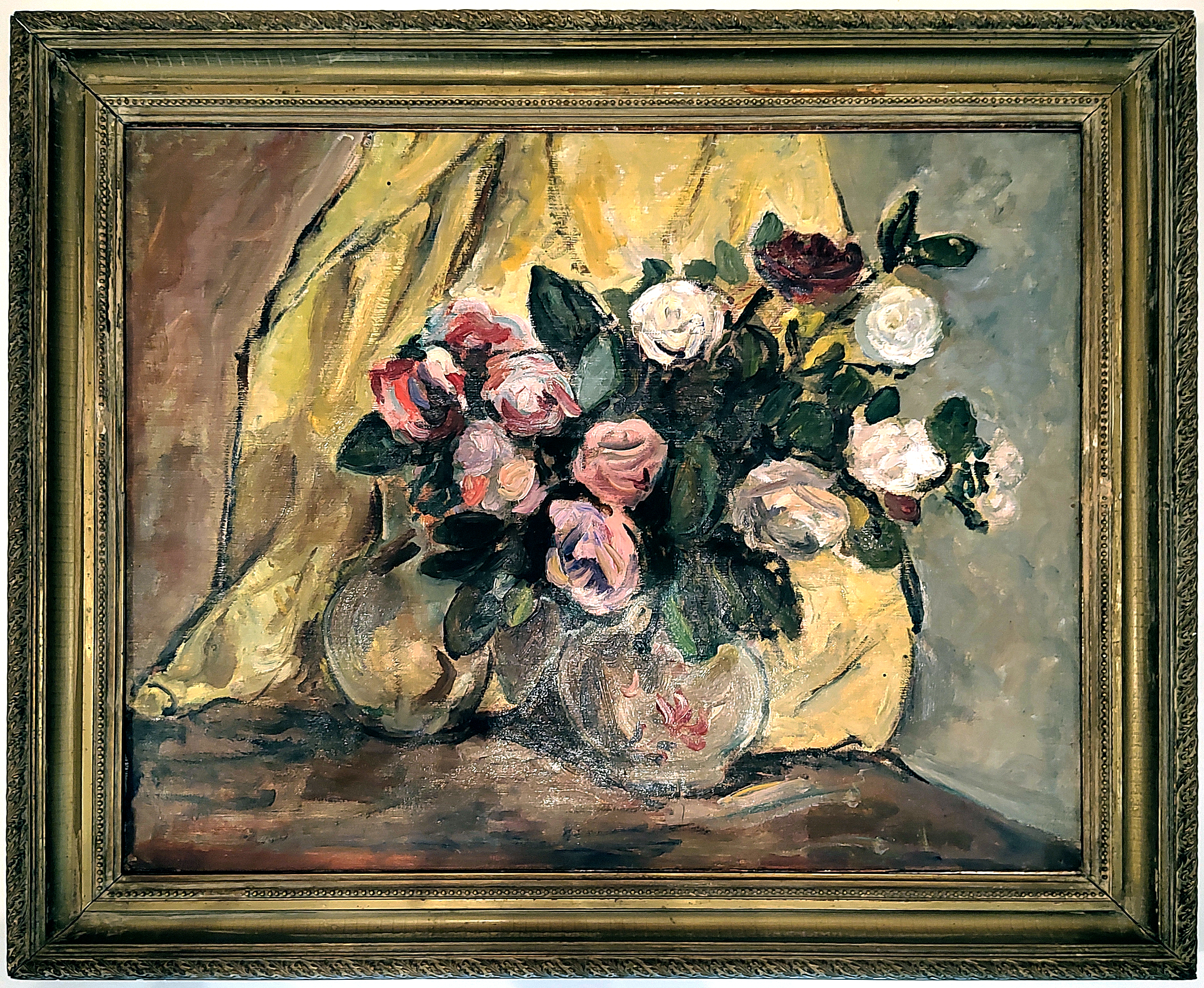
Fiori e drappo giallo, 1936

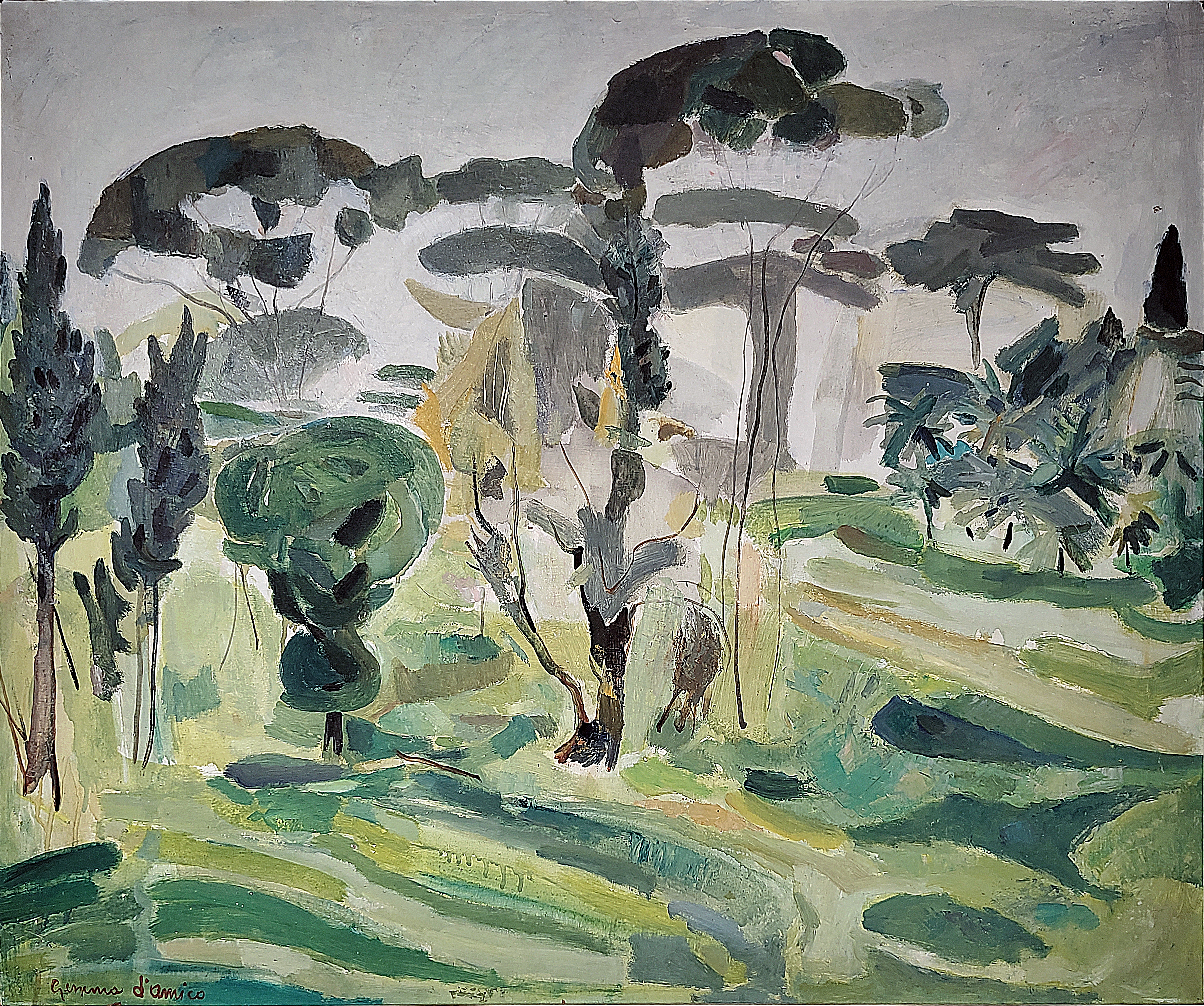
Il parco di Villa Torlonia, 1970